# كريستيان براسينجتون
كريستيان براسينجتون (بالإنجليزية: Christian Brassington)‏ هو ممثل إنجليزي. ولد في 6 يونيو 1983 في تيلفورد، المملكة المتحدة. تدرب في أكاديمية ويبر دوغلاس للفنون المسرحية.

## فيلموغرافيا

### أفلام
| عام  | عنوان                             | دور                 | ملاحة                                   |
| ---- | --------------------------------- | ------------------- | --------------------------------------- |
| 2006 | توني بلير: روك ستار               | توني بلير           | فيلم وثائقي تلفزيوني                    |
| 2006 | حضانة                             | نفذ                 |                                         |
| 2007 | شبكة الخداع                       | توم جونر            |                                         |
| 2007 | السيدة. ثورة راتكليف              | توماس               |                                         |
| 2007 | إليزابيث: العصر الذهبي            | الأرشيدوق تشارلز    |                                         |
| 2008 | الألماني                          | الألماني            | فيلم قصير                               |
| 2008 | من السهل الفضيلة                  | فيليب هيرست         |                                         |
| 2008 | امرأة في الحب والحرب: فيرا بريتين | رولاند لايتون       | فيلم تلفزيوني                           |
| 2009 | عندما التقى بوريس ديف             | بوريس جونسون        | فيلم وثائقي تلفزيوني                    |
| 2009 | الأميرة كايولاني                  | دوق                 |                                         |
| 2009 | سانت ترينيان 2: أسطورة ذهب فريتون | بيترز               |                                         |
| 2010 | بورك وهير                         | تشارلز              |                                         |
| 2011 | في حب ألما كوجان                  | جورج                |                                         |
| 2012 | الشك في القرض                     | نيك                 | فيلم تلفزيوني                           |
| 2012 | كرو كاريون                        | الغريب              | فيلم قصير                               |
| 2013 | الطائر الطنان                     | ماكس فوريستر        | صدر باعتباره الخلاص في الولايات المتحدة |
| 2013 | الجسم                             | آلان                | فيلم قصير                               |
| 2013 | خمسة (العش) الأطباء إعادة التشغيل | محرر                | فيلم تلفزيوني                           |
| 2014 | الدخان                            | توم                 |                                         |
| 2015 | 96 طرق لأقول أحبك                 | هاري                | فيلم قصير                               |
| 2016 | نوعنا الخائن                      | سكرتير مجلس الوزراء |                                         |
| 2016 | المخرج                            | بريان               | فيلم قصير                               |
| 2016 | المريض السابع                     | آلان                |                                         |
| 2016 | مؤامرة الكوكايين                  | ماركوس              | فيديو                                   |
| 2017 | أنت وأنا وهو                      | ديف                 |                                         |
| 2018 | الاوز البري                       | سبنسر               | فيلم قصير                               |
| 2019 | أصدقاء الصيادين                   | هنري                |                                         |

### التلفزيون
| عام       | عنوان               | دور                  | ملاحظة                    |
| --------- | ------------------- | -------------------- | ------------------------- |
| 2008      | مشروع القانون       | دارين سمارت          | مسلسل 24، الحلقة 75       |
| 2009      | بنات الأرض          | العريف. كال جيليسبي  | السلسلة 1 ، الحلقات 1 و 2 |
| 2010      | القليل من المفرقعات | جو                   | السلسلة 1 ، الحلقة 8      |
| 2014-2015 | المشتبه بهم         | قارئ الأخبار         | 10 حلقات                  |
| 2015      | الحياة في الساحات   | كوثبرت               | السلسلة 1 ، الحلقة 1      |
| 2017-2018 | بولدارك             | القس أوزبورن ويتوورث | 11 حلقة                   |
| 2018      | لورين               | نفسه                 |                           |

## روابط خارجية
كريستيان براسينجتون على موقع IMDb (الإنجليزية)
- كريستيان براسينجتون على موقع قاعدة بيانات الفيلم (الإنجليزية)